# Erwin Jacobi (Politiker)
Erwin Jacobi (* 25. März 1902 in Hamburg; † 20. Februar 1967 in Lüneburg) war ein deutscher Politiker (DKP-DRP, DP, NPD).

## Leben und Beruf
Jacobi wuchs als Sohn eines Vorstandsmitglieds der Hemmoor Zement AG in Hemmoor auf, studierte Rechtswissenschaft in München, wo er beim mittlerweile suspendierten Corps Brunsviga München aktiv war. Beruflich war Jacobi als Rechtsanwalt tätig. Jacobi starb an den Folgen eines Verkehrsunfalls auf der B 209 bei Oerzen.

## Partei
In der Weimarer Republik hatte Jacobi der DVP angehört. Er war in den letzten Jahren vor der Machtübernahme der Nationalsozialisten von der Parteiführung der Hamburger DVP damit beauftragt worden, einen Saalschutz aufzubauen, um Parteiveranstaltungen gegen die gewalttätigen Störungen von rechts (SA) und links (Rotfront) zu schützen.
Er gehörte am 31. Oktober 1945 zu den Mitbegründern der Deutschen Aufbaupartei und wurde stellvertretender Vorsitzender dieser Partei, die am 22. März 1946 in der DKP-DRP aufging. Nach einer Fusion mit der kleinen Hamburger Rechten nannte sich der Hamburger Landesverband Deutsche Konservative Partei. Jacobi vertrat fortan den Hamburger Landesverband im Zonenrat der neuen Partei. Nachdem Fusionsverhandlungen mit der DP gescheitert waren, wechselte er im Juni mit Wilhelm Ziegeler und zahlreichen weiteren Parteifreunden zur DP über und wurde am 28. Juni 1947 zu deren Hamburger Landesvorsitzenden gewählt. Jacobi, der innerhalb der Hamburger DP zum gemäßigten Flügel zählte, wurde im März 1952 durch Rudi Conventz, einen Vertreter des radikal-nationalistischen Flügels, ersetzt und gehörte vorerst der Führung der Landespartei nicht mehr an. Nachdem Conventz kurz vor der Bundestagswahl 1953 die DP verließ (er gründete die Nationale Solidarität Deutschlands, die bei der Bürgerschaftswahl mit nur 0,3 % der Stimmen scheiterte), wurde der Bundestagsabgeordnete Albert Walter zum Landesvorsitzenden gewählt. Die damit erfolgte Abkehr der DP von ihrem extremistischen Flügel war eine der Voraussetzungen vor allem für die FDP, sich am Hamburg-Block zu beteiligen. Bei dessen Gründung am 28. September 1953 wurde Jacobi neben Erik Blumenfeld und Edgar Engelhard einer der drei gleichberechtigten Vorsitzenden des HB. Er behielt dieses Amt bis zum 26. November 1954.
Nach dem Zusammenschluss von DP und GB/BHE zur GDP gehörte Jacobi zu der Gruppe um Fritz Thielen, die die DP vorerst weiterführte und sich 1964 an der Gründung der NPD beteiligte, deren Hamburger Landesvorsitzender er wurde. 1966 war er als Parteiloser erfolgloser Spitzenkandidat der NPD bei der Hamburger Bürgerschaftswahl.

## Abgeordneter
1949 bis 1957 war Jacobi Bürgerschaftsabgeordneter in Hamburg, wobei er von 1949 bis 1953 Vorsitzender der DP-Fraktion und anschließend stellvertretender Vorsitzender der Hamburg-Block-Fraktion war. 1949 bis 1951 gehörte er auch der Bezirksversammlung Altona an. 1952 war er Vorsitzender des Untersuchungsausschusses zur Prüfung des Antrages, den Abgeordneten Willi Plautz gem. Art. 13, Abs. 2, Ziff. 1 der Verfassung der Freien und Hansestadt Hamburg vom 6. Juni 1952 aus der Bürgerschaft auszuschließen.

## Öffentliche Ämter
Vom 2. Dezember 1953 bis zum 4. Dezember 1957 war Jacobi innerhalb des Hamburg-Blocks (CDU, FDP, DP, GB/BHE) Polizeisenator und ab 1. Januar 1956 auch Gesundheitssenator.